# Đông Long
Đông Long là một xã thuộc huyện Tiền Hải, tỉnh Thái Bình, Việt Nam.
Xã có diện tích 7,83 km², dân số năm 1999 là 5.010 người, mật độ dân số đạt 640 người/km².